# Liga Nacional de Básquetbol 2021
La Liga Nacional de Básquetbol de Chile 2021, también llamada LNB 2021, y por motivos de auspicio Liga Nacional by Cecinas Llanquihue, fue la 11º versión de la historia de esta competición chilena de básquetbol, también fue el campeonato 44.º en consagrar un campeón nacional en esta disciplina deportiva, y la edición número 45.ª en ejecutarse con este propósito, tras la cancelada edición 2019-20 producto de la pandemia de COVID-19.
Tras una inconclusa y cancelada temporada 2019-20, en 2021 se repitió el formato de la temporada 2019-20, en el cual cada equipo disputó una temporada regular con la intención de clasificarse a play-offs, y disputar así el título de su confederación y el título de la liga nacional, en tanto que los equipos peores posicionados debieron pelear por mantenerse en primera división. Los clubes, en total 12, se repartieron en dos conferencias: Conferencia Centro (CC) y Conferencia Sur (CS). Para la temporada 2021, volvió a la división mayor Español de Talca.
El día 11 de septiembre de 2021, Universidad de Concepción logró la primera Liga Nacional en su palmarés, al vencer en la final a Deportivo Valdivia por marcador global 3:1. Este título, sumado a sus cuatro torneos Dimayor, le hicieron alcanzar su quinto campeonato de máxima categoría del básquetbol chileno.

## Sistema de campeonato
Esta temporada estuvo marcada por una fase zonal, nacional y por último playoffs. Dentro de este último se jugaran los playoffs para definir los respectivos descenso.

### Fase zonal
El torneo inició con una Fase Zonal entre equipos de la misma conferencia, partidos de ida y vuelta, de la cual los dos primeros clasificados de cada Conferencia avanzaron a la Copa Chile 2021. La Copa Chile 2021 se jugó en formato todos contra todos.

### Fase nacional
Tras la Copa Chile, la competencia comenzó su Fase Nacional, donde los 12 equipos jugaron partidos todos contra todos en dos ruedas. Al final de esta fase se confeccionó lo que se denomina Tabla de Posiciones General, que ordena las posiciones del primero al duodécimo equipo, a esto deben sumarse los puntos obtenidos en la fase zonal, la que fue formalizada a través de comunicado en el sitio web de LNB CHILE. En la sumatoria de estas dos tablas los 4 equipos mejores clasificados por conferencia pasaron a la etapa de semifinales de conferencia.

### Playoffs
Semifinales y Final de Conferencia y la Final Nacional se desarrollaron al mejor de 5 partidos. El Campeón Nacional, tiene derecho a participar en la Liga de las Américas 2022, mientras que el subcampeón Nacional tiene derecho a disputar a Liga Sudamericana de Clubes 2022.

### Descenso
Los clubes que quedan 5° y 6° lugar de cada conferencia disputarán un repechaje al mejor de 5 partidos. El perdedor de esa llave deberá jugar la Segunda División 2021-22.

## Equipos participantes
| Club                         | Región                 | Ciudad             | Estadio                                  |
| Conferencia Centro           | Conferencia Centro     | Conferencia Centro | Conferencia Centro                       |
| ---------------------------- | ---------------------- | ------------------ | ---------------------------------------- |
| CD Colegio Los Leones        | Región de Valparaíso   | Quilpué            | Gimnasio Colegio Los Leones              |
| Quilicura Basket             | Región Metropolitana   | Quilicura          | Gimnasio Municipal de Quilicura          |
| Municipal Puente Alto        | Región Metropolitana   | Puente Alto        | Gimnasio Municipal de Puente Alto        |
| CD Universidad Católica      | Región Metropolitana   | Las Condes         | Estadio Palestino de Las Condes          |
| Español de Talca             | Región del Maule       | Talca              | Gimnasio Cendyr Sur                      |
| CD Universidad de Concepción | Región del Biobío      | Concepción         | Casa Del Deporte                         |
| Conferencia Sur              |                        |                    |                                          |
| AB Temuco                    | Región de la Araucanía | Temuco             | Gimnasio Municipal Ribereño              |
| CEB Puerto Montt             | Región de Los Lagos    | Puerto Montt       | Gimnasio Municipal Mario Marchant Binder |
| ABA Ancud                    | Región de Los Lagos    | Ancud              | Gimnasio Fiscal de Ancud                 |
| CD Atlético Puerto Varas     | Región de Los Lagos    | Puerto Varas       | Gimnasio Fiscal de Puerto Varas          |
| CD Valdivia                  | Región de Los Ríos     | Valdivia           | Coliseo Antonio Azurmendy                |
| CD Las Ánimas                | Región de Los Ríos     | Valdivia           | Coliseo Antonio Azurmendy                |

## Temporada Regular

### Conferencia Centro
|    | Equipo                    | PTS | PJ | PG | PP | PF   | PC   | DIF  |
| -- | ------------------------- | --- | -- | -- | -- | ---- | ---- | ---- |
| 1. | Universidad de Concepción | 36  | 20 | 16 | 4  | 1656 | 1406 | 250  |
| 2. | Colegio Los Leones        | 32  | 20 | 12 | 8  | 1495 | 1448 | 47   |
| 3. | Español de Talca          | 30  | 20 | 10 | 10 | 1594 | 1497 | 97   |
| 4. | Municipal Puente Alto     | 30  | 20 | 10 | 10 | 1591 | 1629 | -38  |
| 5. | Universidad Católica      | 29  | 20 | 9  | 11 | 1451 | 1460 | -9   |
| 6. | Municipal Quilicura       | 26  | 20 | 3  | 17 | 1356 | 1703 | -347 |

     Del 1° al 4° lugar. Avanza a play-offs.

### Conferencia Sur
|    | Equipo                | PTS | PJ | PG | PP | PF   | PC   | DIF  |
| -- | --------------------- | --- | -- | -- | -- | ---- | ---- | ---- |
| 1. | CD Las Ánimas         | 37  | 20 | 17 | 3  | 1640 | 1463 | 177  |
| 2. | Atlético Puerto Varas | 33  | 20 | 13 | 7  | 1688 | 1598 | 90   |
| 3. | CD Valdivia           | 31  | 20 | 11 | 19 | 1444 | 1383 | 61   |
| 4. | AB Temuco UFRO        | 28  | 20 | 8  | 12 | 1470 | 1580 | -110 |
| 5. | CEB Puerto Montt      | 26  | 20 | 6  | 14 | 1388 | 1517 | -129 |
| 6. | ABA Ancud             | 25  | 20 | 5  | 15 | 1449 | 1538 | -89  |

     Del 1° al 4° lugar. Avanza a play-offs.

Fuente: 

## Playoffs
|  | Semifinales de Conferencia | Semifinales de Conferencia | Semifinales de Conferencia | Semifinales de Conferencia | Semifinales de Conferencia | Semifinales de Conferencia | Semifinales de Conferencia |                     |    | Finales de Conferencia | Finales de Conferencia | Finales de Conferencia | Finales de Conferencia | Finales de Conferencia | Finales de Conferencia | Finales de Conferencia |  |                     | Final de Liga       | Final de Liga | Final de Liga | Final de Liga | Final de Liga | Final de Liga | Final de Liga |  |
|  |                            |                            |                            |                            |                            |                            |                            |                     |    |                        |                        |                        |                        |                        |                        |                        |  |                     |                     |               |               |               |               |               |               |  |
|  |                            |                            |                            |                            |                            |                            |                            |                     |    |                        |                        |                        |                        |                        |                        |                        |  |                     |                     |               |               |               |               |               |               |  |
|  | Univ. de Concepción        | Univ. de Concepción        | 73                         | 81                         | 96                         |                            |                            |                     |    |                        |                        |                        |                        |                        |                        |                        |  |                     |                     |               |               |               |               |               |               |  |
|  | Univ. de Concepción        | Univ. de Concepción        | 73                         | 81                         | 96                         |                            |                            |                     |    |                        |                        |                        |                        |                        |                        |                        |  |                     |                     |               |               |               |               |               |               |  |
|  | Municipal Puente Alto      | Municipal Puente Alto      | 72                         | 62                         | 93                         |                            |                            |                     |    |                        |                        |                        |                        |                        |                        |                        |  |                     |                     |               |               |               |               |               |               |  |
|  | Municipal Puente Alto      | Municipal Puente Alto      | 72                         | 62                         | 93                         |                            | Univ. de Concepción        | Univ. de Concepción | 74 | 93                     | 54                     | 63                     | 69                     |                        |                        |                        |  |                     |                     |               |               |               |               |               |               |  |
|  | Conferencia Centro         |                            |                            |                            |                            |                            | Univ. de Concepción        | Univ. de Concepción | 74 | 93                     | 54                     | 63                     | 69                     |                        |                        |                        |  |                     |                     |               |               |               |               |               |               |  |
|  |                            |                            | Colegio Los Leones         | Colegio Los Leones         | 66                         | 81                         | 60                         | 70                  | 59 |                        |                        |                        |                        |                        |                        |                        |  |                     |                     |               |               |               |               |               |               |  |
|  | Colegio Los Leones         | Colegio Los Leones         | Colegio Los Leones         | Colegio Los Leones         | 66                         | 81                         | 60                         | 70                  | 59 | 71                     | 74                     | 75                     | 51                     | 95                     |                        |                        |  |                     |                     |               |               |               |               |               |               |  |
|  | Colegio Los Leones         | Colegio Los Leones         |                            |                            |                            |                            |                            |                     |    |                        |                        | 75                     | 51                     | 95                     |                        |                        |  |                     |                     |               |               |               |               |               |               |  |
|  | Español de Talca           | Español de Talca           | 66                         | 48                         | 76                         | 59                         | 63                         |                     |    |                        |                        |                        |                        |                        |                        |                        |  |                     |                     |               |               |               |               |               |               |  |
|  | Español de Talca           | Español de Talca           | 66                         | 48                         | 76                         | 59                         | 63                         |                     |    |                        |                        |                        |                        |                        |                        |                        |  | Univ. de Concepción | Univ. de Concepción | 67            | 58            | 52            | 71            |               |               |  |
|  |                            |                            |                            |                            |                            |                            |                            |                     |    |                        |                        |                        |                        |                        |                        |                        |  | Univ. de Concepción | Univ. de Concepción | 67            | 58            | 52            | 71            |               |               |  |
|  |                            |                            | Deportivo Valdivia         | Deportivo Valdivia         | 57                         | 56                         | 61                         | 68                  |    |                        |                        |                        |                        |                        |                        |                        |  |                     |                     |               |               |               |               |               |               |  |
|  | CD Las Ánimas              | CD Las Ánimas              | Deportivo Valdivia         | Deportivo Valdivia         | 57                         | 56                         | 61                         | 68                  | 81 | 76                     | 83                     |                        |                        |                        |                        |                        |  |                     |                     |               |               |               |               |               |               |  |
|  | CD Las Ánimas              | CD Las Ánimas              |                            |                            |                            |                            |                            |                     |    |                        |                        |                        |                        |                        |                        |                        |  |                     |                     |               |               |               |               |               |               |  |
|  | AB Temuco                  | AB Temuco                  | 63                         | 65                         | 65                         |                            |                            |                     |    |                        |                        |                        |                        |                        |                        |                        |  |                     |                     |               |               |               |               |               |               |  |
|  | AB Temuco                  | AB Temuco                  | 63                         | 65                         | 65                         |                            | CD Las Ánimas              | CD Las Ánimas       | 53 | 69                     | 57                     | 57                     |                        |                        |                        |                        |  |                     |                     |               |               |               |               |               |               |  |
|  | Conferencia Sur            |                            |                            |                            |                            |                            | CD Las Ánimas              | CD Las Ánimas       | 53 | 69                     | 57                     | 57                     |                        |                        |                        |                        |  |                     |                     |               |               |               |               |               |               |  |
|  |                            |                            | Deportivo Valdivia         | Deportivo Valdivia         | 55                         | 65                         | 65                         | 64                  |    |                        |                        |                        |                        |                        |                        |                        |  |                     |                     |               |               |               |               |               |               |  |
|  | CD Atlético Puerto Varas   | CD Atlético Puerto Varas   | Deportivo Valdivia         | Deportivo Valdivia         | 55                         | 65                         | 65                         | 64                  | 79 | 77                     | 62                     |                        |                        |                        |                        |                        |  |                     |                     |               |               |               |               |               |               |  |
|  | CD Atlético Puerto Varas   | CD Atlético Puerto Varas   |                            |                            |                            |                            |                            |                     |    |                        |                        |                        |                        |                        |                        |                        |  |                     |                     |               |               |               |               |               |               |  |
|  | Deportivo Valdivia         | Deportivo Valdivia         | 83                         | 86                         | 74                         |                            |                            |                     |    |                        |                        |                        |                        |                        |                        |                        |  |                     |                     |               |               |               |               |               |               |  |
|  | Deportivo Valdivia         | Deportivo Valdivia         | 83                         | 86                         | 74                         |                            |                            |                     |    |                        |                        |                        |                        |                        |                        |                        |  |                     |                     |               |               |               |               |               |               |  |
|  |                            |                            |                            |                            |                            |                            |                            |                     |    |                        |                        |                        |                        |                        |                        |                        |  |                     |                     |               |               |               |               |               |               |  |

## Campeón
| Campeón CD Universidad de Concepción 1º título |

| Predecesor: LNB 2019-20 | Liga Nacional de Básquetbol de Chile 2021 | Sucesor: LNB 2022 |